# 파차라키티야파
랏차사리니시리팟 공여 파차라키티야파 공주(태국어: พัชรกิติยาภา 1978년 12월 7일 ~ )는 태국의 외교관이자 공주이다. 푸미폰 국왕과 씨리낏 여왕의 첫 손주이다. 그리고 일곱 자녀 중 유일하게 와치랄롱꼰의 첫 아내인 솜사왈리 공주 사이에서 태어났다. 그녀의 정식 명칭은 솜뎃 프라짜오록트 짜오파 파차라키티야파 나렌티라텝야와디 꼼로앙 랏차사리니시리팟 마하왓차라랏티다(태국어: สมเด็จพระเจ้าลูกเธอ เจ้าฟ้าพัชรกิติยาภา นเรนทิราเทพยวดี กรมหลวงราชสาริณีสิริพัชร มหาวัชรราชธิดา)이다.
2022년 12월 14일, 마이코플라스마에 감염되어 의식불명 상태이다. 2024년 6월 현재 그녀는 여전히 혼수 상태에 있으며 회복될 것으로 예상되지 않는다.

## 가족 관계

### 조부모와 부모
- 조부 : 태국 라마 9세국왕
- 조모 : 시리낏왕태후
- 부친 : 태국 라마 10세국왕
- 모친 : 숫타나리낫공여 솜사와리옹주